# Josef-Schmitt-Realschule Lauda-Königshofen
Die Josef-Schmitt-Realschule Lauda-Königshofen ist eine Realschule im Stadtteil Lauda der Doppelstadt Lauda-Königshofen im Main-Tauber-Kreis in Baden-Württemberg.

## Geschichte
Mit dem Beschluss des Gemeinderates der Stadt vom 8. März 1954 wurde in der Volksschule in Lauda eine 5., 6. und 7. Aufbauklasse eingerichtet, die bei „genügendem Interesse“ (Gemeinderatssitzungs-Protokollbuch Nr. 152) später um eine 9. und 10. Aufbauklasse erweitert werden sollte. Damit wurde der Grundstein für die spätere Realschule gelegt. Am 17. Mai 1954 stimmte das Kultusministerium dieser Entscheidung zu. Die Schule wurde nach dem in Lauda geborenen Politiker Josef Schmitt (1874–1939) benannt. Im Jahre 1958 besuchten bereits knapp 90 auswärtige Schüler den Mittelschulzug der Volksschule. Der endgültigen Anerkennung des Mittelschulzuges wurde in der Folge beantragt. Dem wurde am 13. März 1959 zugestimmt. Landesweit wuchsen in den 1960er Jahren die Mittelschulen und diese benötigten immer mehr Platz. In Lauda begegnete man diesem Raumproblem mit einem Erweiterungsbau, der heute Teil der Gemeinschaftsschule Lauda-Königshofen (ehemals Volksschule, später Werkrealschule) ist, und ab 1961 die Raumnot etwas linderte. Zehn Jahre nach dem Start des Mittelschulzuges wurde die Umwandlung in eine eigenständige Mittelschule beantragt wurde. Dies brachte der Gemeinderat am 16. November 1964 auf den Weg.
Mit einem Erlass vom 29. April 1965 stimmte das Kultusministerium der vom Gemeinderat der Stadt beschlossenen Umwandlung des bisherigen Mittelschulzuges der Volksschule in eine eigenständige Mittelschule ab dem Schuljahr 1965/66 zu.
Ab 1966 firmierte die Schule als Realschule und ein Neubau der Schule wurde vorangetrieben. Am 4. September 1967 begann mit dem Spatenstich für den ersten Bauabschnitt durch Bürgermeister Boxberger. Im Dezember 1968 wurde das Richtfest gefeiert und zum Schuljahr 1969/1970 zogen rund 400 Schüler die zwölf neue Klassenzimmer ein. Daneben standen im neuen Schulgebäude auch Fachräume wie Werkräume, ein Musik- und ein Zeichensaal zur Verfügung.
Am 14. Januar 1989 feierte Rektor Faulhaber, der die Schule bereits seit 1966 leitete, seinen 60. Geburtstag. Im Rahmen dieses Geburtstags veranlasste er eine Besonderheit, welche die Realschule bis heute begleitet: Er stiftete der Schule den Rektor-Faulhaber-Preis in Höhe von 500 DM, der seitdem jährlich an den besten Schüler des Abschlussjahrganges verliehen wurde.
Im Jahre 1989 wurde ein Um- und Ausbau der Realschule für etwa 1,5 Millionen Mark gestartet. Neben neuen Fachräumen wurde auch das Lehrerzimmer umgebaut und weitere Auflagen des Oberschulamtes erfüllt. Trotz der geplanten Umbaumaßnahmen kam es zu Streitigkeiten, wie und von wem die Räumlichkeiten genutzt werden sollten. Ein Machtwort des Oberschulamtes, welches eine knappe Dreizügigkeit der Realschule prognostizierte, rechtfertigte schließlich den Bedarf weiterer Klassenzimmer. Jedoch erfolgte bis 1993 keine Finanzierungszusage des Landes. Der Gemeinderat der Stadt drängte jedoch auf einen Baubeginn und reichte ohne Zusicherung der Finanzmittel einen Bauantrag ein. Im Jahre 1994 konnte schließlich ein neues Schulgebäude bezogen werden.
Nach 2005 wurden Sanierungsarbeiten begonnen, die bis 2011 zu Ende geführt wurden. Im Dezember 2011 kam es zu einem Brand im Verwaltungstrakt. In der Folge musste die Schule vorübergehend von einer mobilen Verwaltung aus gesteuert werden.
Im Schuljahr 2014/2015 feierte die Josef-Schmitt Realschule ein Doppeljubiläum: 60 Jahre zuvor wurde eine Mittelschule eingeführt und das Realschulgebäude wurde 45 Jahre zuvor errichtet.

## Schulleitung
| Amtszeit  | Schulleiter               |
| --------- | ------------------------- |
| 1965–1966 | J. Hörner (kommissarisch) |
| 1966–1992 | Paul Faulhaber            |
| 1992–2005 | Gregor Brendel            |
| 2005–2011 | Norbert Linhart           |
| Seit 2011 | Jochen Groß               |

## Schulabschluss
Die Schüler werden zum Mittleren Bildungsabschluss der Realschule (Mittlere Reife) geführt.

## Schulleben und Besonderheiten
An der Josef-Schmitt-Realschule Lauda-Königshofen bestehen folgende Angebote im Schulleben, Besonderheiten und sonstige Schwerpunkte:
- Themenorientiertes Projekt BORS – Berufsorientierung in der Realschule[4]
- Offene Ganztagesbetreuung[5]
- Förderunterricht[6]
- Mehrere Arbeitsgemeinschaften (AGs)[7][8]
- Schulsozialarbeit[9]
- Kreativ-Werkstatt[10]
- Schülerbücherei[11]
- Cafeteria[12]

## Ehemalige Schüler
- Georg Guggenberger (Bodenkundler)